# 穿越時空的少女
《穿越時空的少女》（日语：時をかける少女）是日本小說家筒井康隆於1965年創作的青少年取向短篇科幻小說，曾多次被改編成電視劇、電影與動畫電影。台灣中文版授權譯本則於2009年5月由獨步文化發行，中國大陸中文版於2009年7月由上海译文出版社出版。

## 概要
本作在筒井的作品中，屬於罕見的正統派青少年小說。發表後50多年來至今依然擁有高知名度，並曾多次映像化。然而作者筒井本人與兒童向作品可說是資質不合，在他的著作《半憤怒日記》（腹立半分日記）中所收錄的當時日記裡，就曾經提到對這部作品「寫得只有痛苦」。
- 1965年，於1965年11月號開始連載，至1966年5月號結束（全7回）。當時的插畫由石井治擔任。
- 1967年，單行本於鶴書房盛光社的書系中刊行，後來於鶴書房的「SF Bestsellers」書系中出版。插畫為谷俊彦。
- 1976年，角川文庫版推出，之後改版。插畫則由鶴書房盛光社版的谷俊彦重新繪製。
- 1997年，於（角川春樹事務所）刊行。
- 2006年，角川書店推出新裝文庫版。挿畫由當年上映的動畫版人物設定者貞本義行擔任。
- 2009年，角川書店推出「角川文庫」版。封面插畫為伊東雜音，內頁插畫由清原紘擔任。

## 故事大綱
中學三年級的芳山和子，與同學淺倉吾朗、深町一夫在打掃理化教室時，突然在聞到一股薰衣草香味之後昏迷了。三天後，和子身邊發生了一連串怪異的事件。由於深夜的地震，吾朗隔壁鄰居家中發生了火災。而第二天，和子在與吾朗一起捲入車禍的瞬間，竟然回到了事發的前一天早晨。發現同一天過了兩次的和子，把這件怪事告訴了一夫與吾朗。兩人最初並不相信，但在和子預言了之後發生的地震與火災後，終於相信了和子的說法。聽到三人說明事情經過的理科老師福島，認為和子擁有了「跳躍時空」的能力，福島老師並表示為了探索事實真相，就得回到四天前的理化教室。
終於能以自我意志進行跳躍時空的和子，來到四天前的理化實驗室裡，等待著身分不明的來訪者，而出現在當場的竟然是深町一夫。一夫表示自己是來自西元2660年的未来人「肯·索格爾」，是來採集在他的時代已經無法取得的薰衣草，製造能跳躍時空的藥品。他並且還對和子與周遭的人們運用了催眠術，植入關於「深町一夫」這個身分的假記憶，實際上和子與一夫相處的時間卻僅僅只有一個月。但在這一個月間，一夫卻開始對和子產生了好感。但完成了跳躍時空藥品的一夫，必須回到自己的時空去，但他臨走前與和子約定，終有一天會在她眼前以另一個人的身分出現。
為了保護跳躍時空的秘密，一夫將和子等人腦中關於他的記憶都消除了。但在和子心中，卻仍然殘留著這樣的記憶：有個人曾如此相約，將會在某一天再度與自己相逢。

## 出版書籍
- 穿越時空的少女（1967年3月、鶴書房盛光社「青少年SF」系列第5卷）[註 1]
- 穿越時空的少女（1972年、鶴書房 SF Bestsellers） - 一併收錄。
- 穿越時空的少女（1976年2月18日、角川文庫、ISBN 978-4-04-130510-2）
- 筒井康隆全集 4 穿越時空的少女 綠魔之町（1983年7月25日、新潮社、ISBN 978-4-10-644404-3）
- 穿越時空的少女（1997年4月15日、Haruki文庫、ISBN 978-4-89456-306-3）
- 穿越時空的少女 〈新装版〉（2006年5月25日、角川文庫、ISBN 978-4-04-130521-8） - 一併收錄。
- 穿越時空的少女（2009年3月3日、角川Wing文庫、ISBN 978-4-04-631007-1） - 一併收錄。

中文版
| 出版社         | 格式       | 出版日期      | ISBN                   | 頁數  | 譯者   |
| -------------- | ---------- | ------------- | ---------------------- | ----- | ------ |
| 上海译文出版社 | 平装書     | 2009年7月     | ISBN 978-75-3274-815-0 | 241頁 | 丁丁虫 |
| 獨步文化       | 平裝書     | 2009年5月2日  | ISBN 978-986-656-219-8 | 224頁 | 張秋明 |
| 台灣角川       | Wing Books | 2011年8月27日 | ISBN 978-986-237-922-6 | 160頁 | 青心   |
| 上海译文出版社 | 新装版     | 2013年7月1日  | ISBN 978-75-3276-172-2 | 244頁 | 丁丁虫 |

## 改編作品

### 電影
- 1983年：《穿越時空的少女》（角川春樹事務所）

原田知世、高柳良一主演、大林宣彦執導，為本作最著名的改編版本，也是大林宣彥的「尾道三部曲」電影之一。
合演：尾美利德、岸部一德、根岸季衣、高林陽一、上原謙、入江たか子
- 1997年 《穿越時空的少女》[2]（角川春樹事務所）

主演：中本奈奈、導演：角川春樹，本片為黑白拍攝作品，並由1983年版女主角原田知世擔任片中旁白。
- 2010年：《穿越時空的少女》

導演：谷口正晃　主演：仲里依紗、中尾明慶、安田成美、勝村政信、石丸幹二、青木崇高
主角設定為原作主人翁芳山和子的女兒，由曾為動畫版女主角配音的仲里依紗飾演。2010年3月13日於日本上映。

### 電視劇
- 1972年：連續劇《時空旅行者》（タイムトラベラー）、《時空旅行者續集》（続 タイムトラベラー）

主演：島田淳子、木下清
本作第一部映像化的作品，亦為NHK自70年代開始播出的「少年劇場」系列電視劇首部作品，續作則為電視劇的原創。但本劇母帶已全數亡佚，映像現僅存第一作的完結篇（來源為當時觀眾於自家錄下的舊式規格錄影帶）。
- 1985年 《穿越時空的少女》（富士電視台單元劇，於「月曜」時段播出）

主演：南野陽子、中川勝彥、伊藤康臣、土田早苗、白井貴子、三浦リカ、浜村純、本田博太郎
- 1994年 《穿越時空的少女》[3]（富士電視台仿效「少年劇場」系列的系列作品之一）

主演：內田有紀、袴田吉彥、河相我聞、安室奈美惠等
原作者筒井康隆也參與演出。
- 2002年 《穿越時空的少女》（TBS）

主演：安倍夏美
- 2016年 《穿越時空的少女》（日本電視台）

主演：黑島結菜

### 動畫電影
- 2006年 （動畫電影）

製作：「跳躍吧！時空少女」製作委員会、發行：角川電影、導演：細田守
配音：仲里依紗、石田卓也、板倉光隆、原沙知繪、谷村美月、垣内彩未、關戶優希

### 漫畫
- 穿越時空的少女（時をかける少女）

於月刊少年Ace増刊《Ace特濃》連載。作畫：都賀野岳
故事大致忠於原作，但時代背景則替換成21世紀初。
| 卷數 | 角川書店      | 角川書店           | 長鴻出版社    | 長鴻出版社           |
| 卷數 | 發售日期      | ISBN               | 發售日期      | EAN                  |
| ---- | ------------- | ------------------ | ------------- | -------------------- |
| 1    | 2004年4月27日 | ISBN 4-04-713620-4 | 2005年4月7日  | EAN 471-0765-19274-7 |
| 2    | 2004年6月28日 | ISBN 4-04-713640-9 | 2005年4月21日 | EAN 471-0765-19373-7 |

於《月刊少年Ace》連載。作画：
將動畫電影版的故事漫画化，並納進小說的故事內容。
- 跳躍吧！時空少女after（時をかける少女 after）

於《Young Ace》連載。作画：
將2010年的真人電影版漫画化。
| 卷數 | 角川書店     | 角川書店               | 台灣角川      | 台灣角川               |
| 卷數 | 發售日期     | ISBN                   | 發售日期      | ISBN                   |
| ---- | ------------ | ---------------------- | ------------- | ---------------------- |
| 全   | 2010年3月2日 | ISBN 978-4-04-715409-4 | 2012年6月15日 | ISBN 978-986-287-792-0 |

### 夢幻的PS版遊戲
原預定於1998年夏季，由萬代發售的PlayStation遊戲《穿越時空的少女》，在《電擊PlayStation》刊載3次特集介紹後，最終並沒有發售。
遊戲基於原作小說改編為現代風格，時代設定在1991年夏天。遊戲類型為多結局AVG。主要角色有芳山和子（川上倫子配音）、淺倉吾朗（松野太紀配音）、深町一夫（草尾毅配音）、神谷真理子（天野由梨配音）、幽靈少女（平松晶子配音）。人物設定為漫畫《守護女神月天》的作者桜野みねね，插入動畫由Studio Deen製作，編劇為山口宏。遊戲主題曲使用1997年電影版主題曲，由松任谷由實翻唱自己提供詞曲給原田知世的1983年電影歌曲〈穿越時空的少女〉。
雜誌最後一次介紹到南鎌倉高等學院和南鎌倉町的區域地圖，以及初期的故事和遊戲畫面，其後再也沒有下文，成為夢幻的遊戲版。